# Louis-Vincent-Joseph Le Blond, Comte de Saint-Hilaire

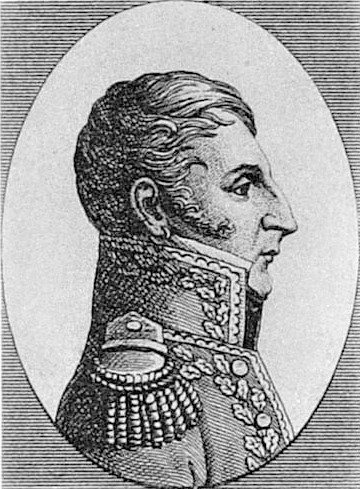
General Count Saint-Hilaire

Louis-Vincent-Joseph Le Blond, Comte de Saint-Hilaire (* 4. September 1766 in Ribemont, Departement Aisne; † 5. Juni 1809 Wien) war ein französischer Général de division während der Napoleonischen Kriege.
Hilaire war der Sohn eines Rittmeisters. Er zeigte schon früh sein Interesse an einer militärischen Laufbahn. 1777 trat er als Kadett in das Régiment de Conti-Dragons ein. 1792 avancierte er in diesem Regiment zum Capitaine. Als solcher war er an der Belagerung von Toulon beteiligt.
Aus Karrieregründen nahm er am Italienfeldzug teil, bei dem er als Général de brigade in der in den Gefechten um Loano verwundet wurde. 1799 erhielt er als Kommandant von Toulon und Marseille den Rang eines Général de division.
Nach verschiedenen Divisionskommandos war er ab 1805 in die Kämpfe gegen die Dritte Koalition verwickelt.
Dabei führte er, obwohl schwer verwundet, im Zusammenhang mit der Schlacht bei Austerlitz den entscheidenden Angriff auf den Pratzeberg.
1806/07 nahm er am Feldzug gegen Preußen teil, war in den Schlachten bei Jena, Eylau und Heilsberg dabei.
Ab 1808 war er in Deutschland am Aufbau der Grande Armée beteiligt. Dazu hatte er in Friesack einen Stab eingerichtet.
Im Krieg gegen Österreich verlor Hilaire in der Schlacht bei Aspern am 22. Mai 1809 ein Bein. An den Folgen dieser schweren Verwundung verstarb er zwei Wochen später in Wien. Auf Befehl von Napoleon wurden seine sterblichen Überreste im Pariser Panthéon beigesetzt und am Arc de Triomphe sein Name eingemeißelt.